# Jelino
Jelino este o arie protejată (sit de importanță comunitară — SCI) din Polonia întinsă pe o suprafață de 8,37 ha, integral pe uscat.

## Localizare
Centrul sitului Jelino este situat la coordonatele 51°25′06″N 23°01′53″E / 51.4183°N 23.0315°E.

## Înființare
Situl Jelino a fost declarat sit de importanță comunitară în octombrie 2009 pentru a proteja un număr necunoscut de specii din flora spontană și fauna sălbatică aflate în arealul zonei.

## Biodiversitate
Situată în ecoregiunea continentală, aria protejată conține 1 habitat natural: Mlaștini turboase de tranziție și turbării mișcătoare.
La baza desemnării sitului se află un număr nedeclarat de specii protejate.